# Pärlijõe luha
Pärlijõe luha este o arie protejată (arie specială de conservare — SAC, sit de importanță comunitară — SCI) din Estonia întinsă pe o suprafață de 40,5 ha, integral pe uscat.

## Localizare
Centrul sitului Pärlijõe luha este situat la coordonatele 57°37′03″N 26°57′57″E / 57.6174°N 26.9659°E.

## Înființare
Situl Pärlijõe luha a fost declarat sit de importanță comunitară în aprilie 2004 pentru a proteja 1 specie de animale. Situl a fost protejat și ca arie specială de conservare în septembrie 2005.

## Biodiversitate
Situată în ecoregiunea boreală, aria protejată conține 1 habitat natural: Pajiști aluvionare boreale nordice.
La baza desemnării sitului se află o specie protejată de  nevertebrate: Unio crassus.
Pe lângă speciile protejate, pe teritoriul sitului au mai fost identificate 1 specie de reptile.